# یواس‌اس لکسینگتون (سی‌وی-۲)
یواس‌اس لکسینگتون (سی‌وی-۲) (به انگلیسی: USS Lexington (CV-2)) یک کشتی بود که طول آن ۸۸۸ فوت (۲۷۰٫۷ متر) بود. این کشتی در سال ۱۹۲۵ ساخته شد.